# Мецагосто (Латина)
Мецагосто је насеље у Италији у округу Латина, региону Лацио.
Према процени из 2011. у насељу је живело 92 становника. Насеље се налази на надморској висини од 35 м.